# Hippopotamus lemerlei
Hippopotamus lemerlei is een uitgestorven zoogdier uit de familie van de nijlpaarden (Hippopotamidae). De wetenschappelijke naam van de soort werd voor het eerst geldig gepubliceerd door Grandidier in Milne-Edwards in 1868. De soort kwam tot mogelijk duizend jaar geleden voor in Madagaskar.

## Uiterlijke kenmerken
Hippopotamus lemerlei had het formaat van een dwergnijlpaard met een lengte van maximaal twee meter en een schouderhoogte van 76 cm. Net als het gewone nijlpaard had de soort ogen die zich hoog op de kop bevonden.

## Voorkomen
Hippopotamus lemerlei leefde met name bij rivieren en meren aan de westkust. Samen met de reuzenschildpadden was het de voornaamste grazer in deze delen van Madagaskar. Twee andere soorten nijlpaarden, Hippopotamus laloumena en Hippopotamus madagascariensis, kwamen elders op het eiland voor.